# 屋塔房
屋塔房（オクタッパン、朝: 옥탑방）とは、主に大韓民国、香港、台灣などでみられる、鉄筋コンクリート造のアパートなどの屋上に設置された小屋状の簡易的な居住施設。日本語では、屋根部屋（やねべや）、屋上部屋（おくじょうべや）などと訳される。
通常は建物の建築時に設計に組み込まれるが、後から増築される場合もある。元々、アパートなどの集合住宅の屋上には冬季に貯水槽の凍結を防ぐための小屋が設置されていたが、ブースターポンプによって高層階に直接給水できるようになると貯水槽が不要となり、小屋は賃料収入のために貸し出されるようになった。その後、1980年代に韓国全土に普及し、一般的にみられるようになった。
屋上に設置されているので眺めがよい反面、一般的な住居と比べて壁が薄く、日差しや風などの外部環境に晒されるため、夏は暑く冬は寒い。また、屋上が共有スペースとなっている場合は、他の居住者が出入りすることもあり、プライバシーやセキュリティ上の問題もある。このような厳しい環境から、賃料の高いソウルでも比較的安価で借りることができるため、若年層や低所得者層が住む住居の象徴となっている。